# うすい百貨店
株式会社うすい百貨店（うすいひゃっかてん）は、福島県郡山市にある日本の百貨店である。 三越伊勢丹ホールディングスの持分法適用子会社である。
2020年に県庁所在地である福島市の中合が閉店して以降、県内唯一の百貨店である。

## 歴史・概要

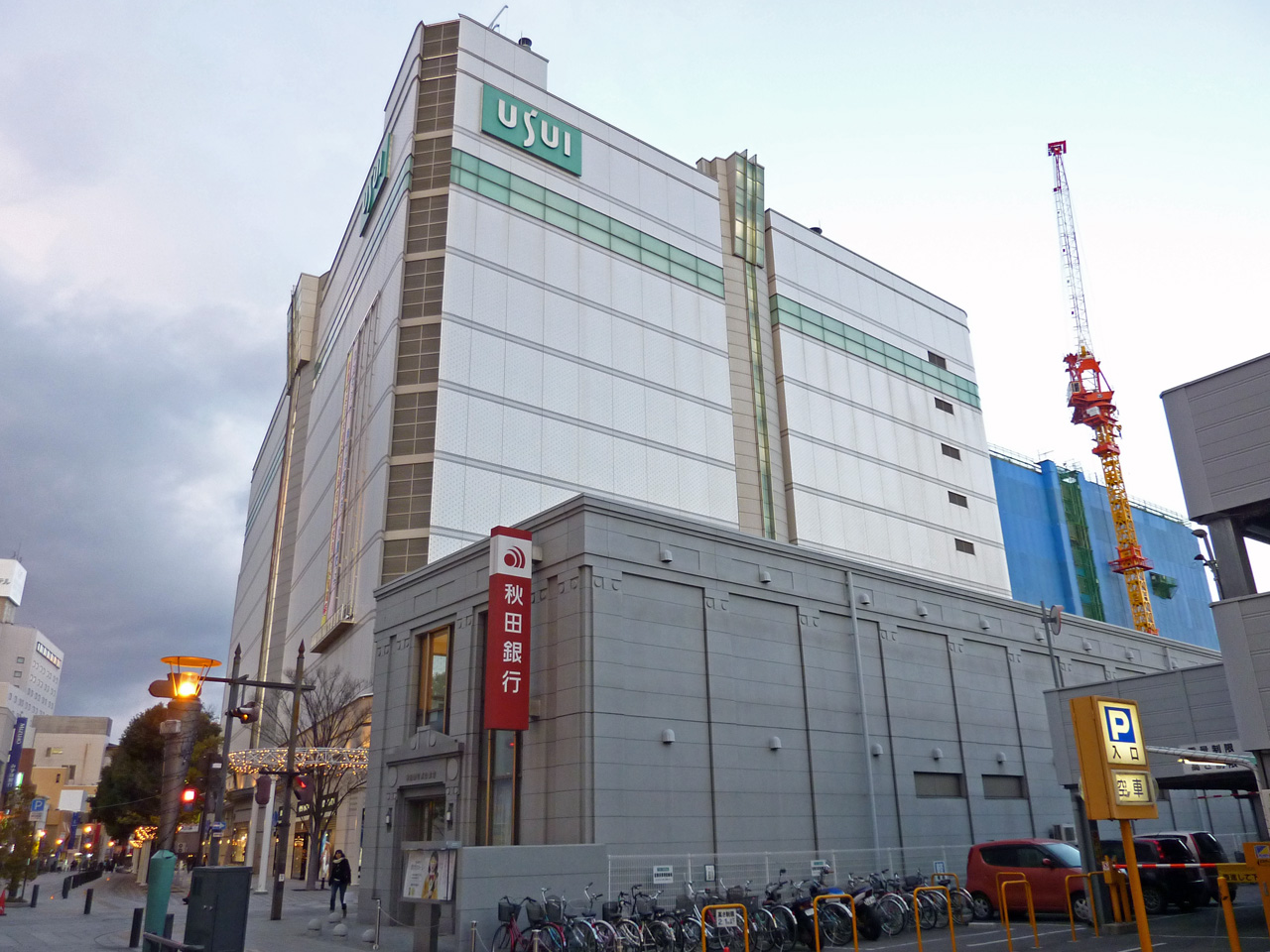
うすい百貨店と手前は同社のメインバンク秋田銀行郡山支店

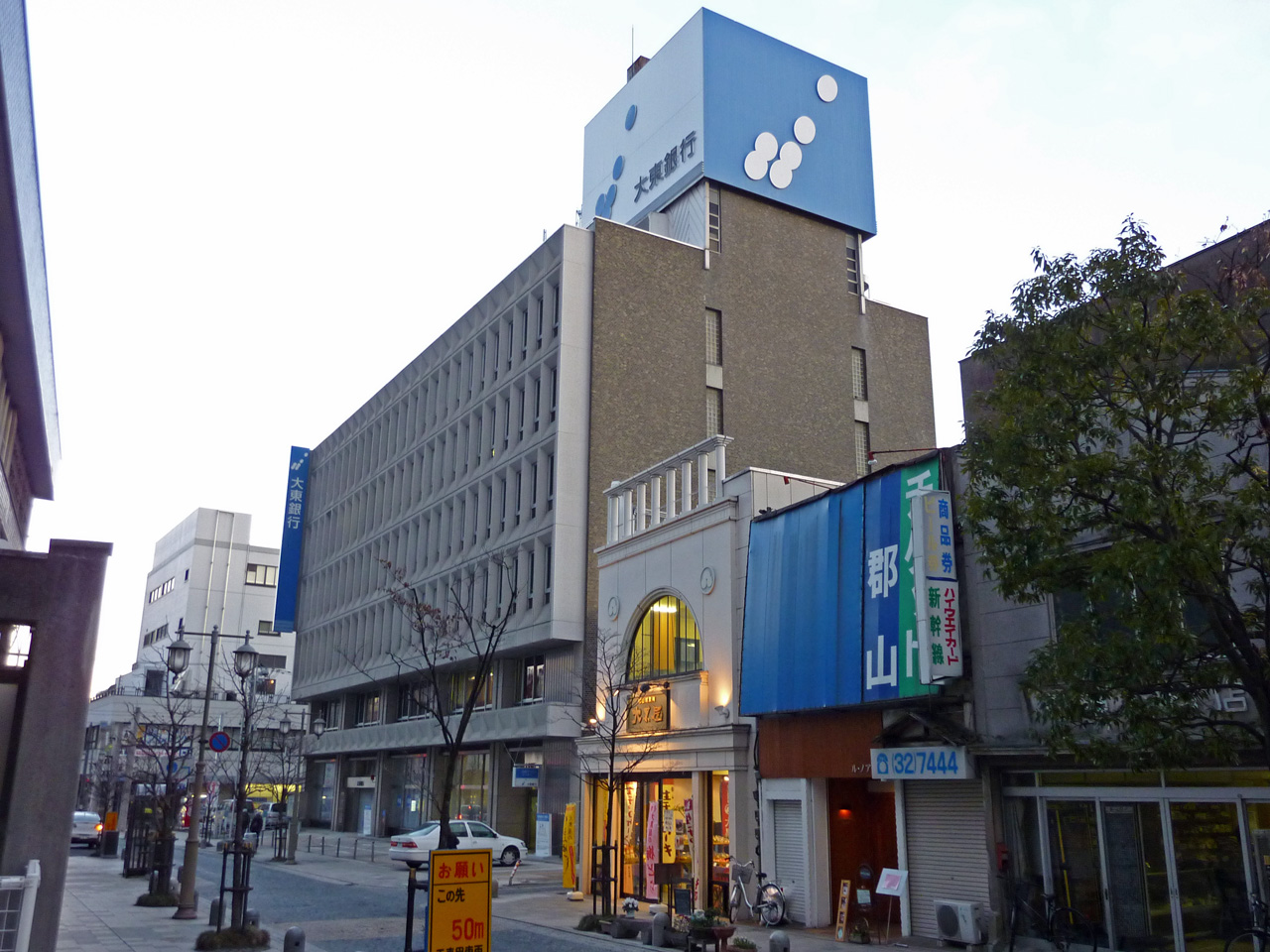
セカンドバンク大東銀行は同社に隣接する。

### 創業と百貨店開業
1662年（寛文2年）8月24日に物産問屋として創業した。
1930年（昭和5年）に合名会社うすゐとして法人化し、1938年（昭和13年）に百貨店法に基く百貨店営業の認可を受けて百貨店となる。

### 増床と他大型店競合
1959年（昭和34年）に郡山市中町にあった丸伊デパートを買収して「第2うすい」として増床すると、1965年（昭和40年）の年商が33.0億円（売場面積7,565m2）で福島市一番店だった中合の年商24.5億円（売場面積7,028m2）を上回り、東北地方全体で仙台市の藤崎43.4億円、丸光42.3億円、三越41.5億円に次ぎ4番目の売上額となる。
1970年（昭和45年）に株式会社うすい百貨店として分離独立すると、1967年（昭和42年）12月14日に仙台市から進出した丸光、地場の呉服店から百貨店化した津野本店、1969年（昭和44年）に進出したイトーヨーカドー、1975年（昭和50年）に進出した西友は1976年（昭和51年）11月6日に郡山西武店（郡山西武）となり、ほかに開店時に廉売したダイエー、丸井など大型店と商勢を激しく競う。
1980年（昭和55年）に丸光が撤退、1986年（昭和61年）3月に津野本店が廃業、1988年（昭和63年）1月にイトーヨーカドーが一時撤退、1994年（平成6年）にダイエーはトポスへ業態転換するも撤退し、うすいは中央商店街の通りを挟んだ「第1うすい」と「第2うすい」の2棟で営業した。うすいは日本百貨店協会に加盟しなかったが、のちに三越傘下になり加盟する。

### 新店舗移転と業績低迷
郊外は、すでに市内へ数店舗進出したヨークベニマルなどのスーパー、郡山市西ノ内へ移転したイトーヨーカドー、1996年（平成8年）に市内の日和田にショッピングモールフェスタが開業して核店舗としてジャスコが進出し、うすいを含め郡山駅前の商業地の売上は低下した。うすいは、市と共同で県の補助金を利用して第2うすいなどの敷地に「中町再開発ビル」を建設するが、東邦銀行は融資せず、メインバンクを秋田銀行に変更した。
1999年（平成11年）11月3日に現店舗へ移転し、従来の約2倍の31,000m2で東北最大級の売り場面積を持つ都市型百貨店を開業した。郡山駅前の西友郡山西武店は、2000年（平成12年）10月15日に閉店して11月22日にザ・モール郡山として新規開店した。うすいの売上高は、移転・増床前1997年（平成9年）7月期に162.49億円で、2000年（平成12年）7月期に約2倍増床したが約155.34億円と4.4%減少して22.05億円の赤字となり、2003年（平成15年）7月期に約168.65億円で5.87億円の赤字で過大投資となり、借入金総額はうすい本社と合計で約155.02億円で年間売り上げの90%を超えた。

### 産業再生機構の支援による再建
業績が低迷し、2003年（平成15年）8月にメインバンクの秋田銀行が申請して産業再生機構の支援が決定され、再生計画が実行される。
再生計画に基き、メインバンクの秋田銀行を中心に大東銀行、福島銀行、東京海上火災保険、日本生命保険などを中心とした金融機関は債務を約120億円の放棄して有利子負債のキャッシュフロー倍率を10倍以下に削減し、売場面積も従来の11床のうち2床を三越の支援で誘致した。2004年（平成16年）10月に大塚家具がテナント入居して賃料を約5億円削減し、地代削減分を反映させて他の賃料も約5億円削減して賃料を合計約10億円引き下げ、三越が社長の派遣や共同仕入れによる粗利益率の改善に協力するなどして再建に取り組み、2005年（平成17年）7月期に約1.7億‐1.8億万円の黒字に転換した。
この過程で100%減資し、創業家の薄井一族は株主の座を降りて薄井康社長も代表権のない会長へ退いた。

### 三越の持分法適用会社へ
産業再生機構の支援による再建が軌道に乗ったことを受けて、社長の派遣を含む業務提携に14.9%を出資する資本提携を行って支援に参画していた三越は、2005年（平成17年）10月に、産業再生機構が保有していた議決権の20%にあたる全株式を3000万円弱で取得して出資比率を14.9%から34.9%に引き上げて持分法適用会社とした。
株式は三越伊勢丹が継続して保有し、三越伊勢丹ホールディングスの持分法適用子会社となる。
産業再生機構の支援再建時に社長に就いた小島浩介を含め、遠藤潤、平城大二郎、横江良司と近年は三越出身の社長が続いている。

### 有力テナント撤退と後継店舗招致
2009年（平成21年）9月23日に8・9階の2床に出店していた大塚家具・郡山ショールーム (4,800m2) が閉店し、2010年（平成22年）9月23日に八重洲ブックセンターが営業を終了するなど、有力テナントが撤退した。
10月29日にジュンク堂書店が9階全床約2400m2で約65万冊の福島県内最大の書店として開店し、8階は東急ハンズの期間限定ショップトラックマーケットを2011年（平成23年）1月31日まで招致した。

### 三越伊勢丹傘下から再び独立
2016年（平成28年）3月に三越伊勢丹ホールディングスはうすい百貨店の株式を一部売却し、うすいは2016年度末から三越伊勢丹ホールディングスの持分法適用範囲から外れる。

## 沿革
- 1662年（寛文2年）8月24日 - 物産問屋として創業。
- 1930年（昭和5年） - 合名会社うすゐとして法人化[1]。
- 1938年（昭和13年） - 百貨店法に基く百貨店営業の認可を受ける（「第1うすい」の前身）[1]。
- 1959年（昭和34年） - 郡山市中町にあった丸伊デパートを買収[1]して「第2うすい」として開業。
- 1970年（昭和45年） - 株式会社うすい百貨店として百貨店部門を分離、別法人化[1]。
- 1993年（平成5年） - 新店舗となるビルの市街地再開発事業が都市計画決定される[32]。
- 1996年（平成8年） - 新店舗となるビルの市街地再開発組合を設立[1]。
- 1997年（平成9年）7月16日 - 第1うすい、第2うすい、USUIパート2の3つに分かれていた店舗を新店舗工事のため、第1うすいの建物北側を増築し、本館（従来の「第1うすい」）と新館で構成される「うすい仮店舗」に統合[注釈 6][33][34]。
- 1999年（平成11年）
  - 10月17日 - 現在の店舗に移転の為、うすい仮店舗を閉鎖。
  - 11月3日 - 東北最大級の売り場面積を持つ都市型百貨店としてリニューアル[17]。
- 2003年（平成15年）8月 - 売上げ不振により産業再生機構による支援が決定[24]。
- 2005年（平成17年）10月 - 産業再生機構から三越へ株譲渡が行われ[24]三越の持分法適用会社となる[21]。
- 2005年（平成17年）11月 - 産業再生機構に対しての債権処理完了。
- 2009年（平成21年）9月23日 - 8・9階大塚家具・郡山ショールーム（4,800m2）閉館（閉店後は仙台ショールームに統合）[22]、8階は百貨店インテリア・雑貨売場に。
- 2010年（平成22年）9月23日 - 八重洲ブックセンターが閉店[28]。
- 2010年（平成22年）10月29日 - 県内最大規模としてジュンク堂書店が大塚家具跡の9階にワンフロア出店、8階には東急ハンズの期間限定ショップであるトラックマーケットがオープン[29]。
- 2016年（平成28年）1月20日 - ゴディバがオープン。県内初出店。
- 2016年（平成28年）3月 - 三越伊勢丹ホールディングスが、うすい百貨店の株式を一部売却。2016年度末より三越伊勢丹ホールディングスの持分法適用範囲から除外となる[31]。
- 2020年（令和2年）
  - 8月31日 - 中合福島店閉店。これにより福島県唯一の百貨店となった。
  - 9月 - 福島市のMAXふくしま3階に福島営業所（小型店）を開設。

## 融資系統
- 秋田銀行[1]（メインバンクかつ当社の株主でもあり、うすい隣に郡山支店がある。）
- 大東銀行[1]
- 福島銀行[1]

## 店舗
- うすい百貨店（福島県郡山市中町13-1、郡山中町再開発ビル）
- 福島営業所（福島市曽根田町1-18、MAXふくしま3階）[35]
- 会津事務所（福島県会津若松市蚕養町11-9、蚕養ビル2階）[35]
- いわき事務所（福島県いわき市平一町目1番地、ティーワンビル1階）[35]

### 過去に存在した店舗
- 第1うすい[注釈 5]→うすい仮店舗（1997年（平成9年）7月開業 - 1999年（平成11年）10月閉鎖）

第1うすいでは、食料品を皮切りに、家電・食器・家具等の耐久消費財を扱い、「くらしの館」と名付けられていた。
1963年（昭和38年）には隣接していたトミヤ百貨店が経営難となったため、うすいが買収し増床。1975年（昭和50年）には地下1階・地上7階建ての建物に増築。
1997年（平成9年）7月に現店舗の再開発ビル建設に伴い、第1うすい（本館）の店舗北隣に新館（売場面積14,800m2）を増築し、第2うすいを統合する形で開業。1999年（平成11年）10月17日に現店舗開業に伴い閉鎖。
跡地は複合商業施設『ONCE郡山』として一時的に活用された後に建物解体。2004年（平成16年）3月に平面有料駐車場『中町中央パーキング』として開業した。
- 第2うすい[注釈 5]（1959年（昭和34年）開業 - 1997年（平成9年）閉鎖）

現店舗（1999年開業）敷地東側の一部にあった。
第2うすいでは、化粧品や服飾品を皮切りに、文具・玩具・手芸用品等を扱い、「おしゃれの館」と名付けられていた。
1959年（昭和59年）に丸伊デパートを買収して開業。1968年（昭和43年）増築。
1997年（平成9年）に「中町再開発ビル」建設のため閉鎖・解体。
- USUIパート2

- いげたストア - スーパーマーケット部門（2000年代までに撤退）
  - 久留米店
  - 大槻店
  - 三春店
  - 船引店
  - 小野町店
  - 石川店
  - 矢吹店（福島県矢吹町中町）
  - 会津若松店（福島県会津若松市大町1丁目）

当初はうすい百貨店の支店だった。

## 広告活動

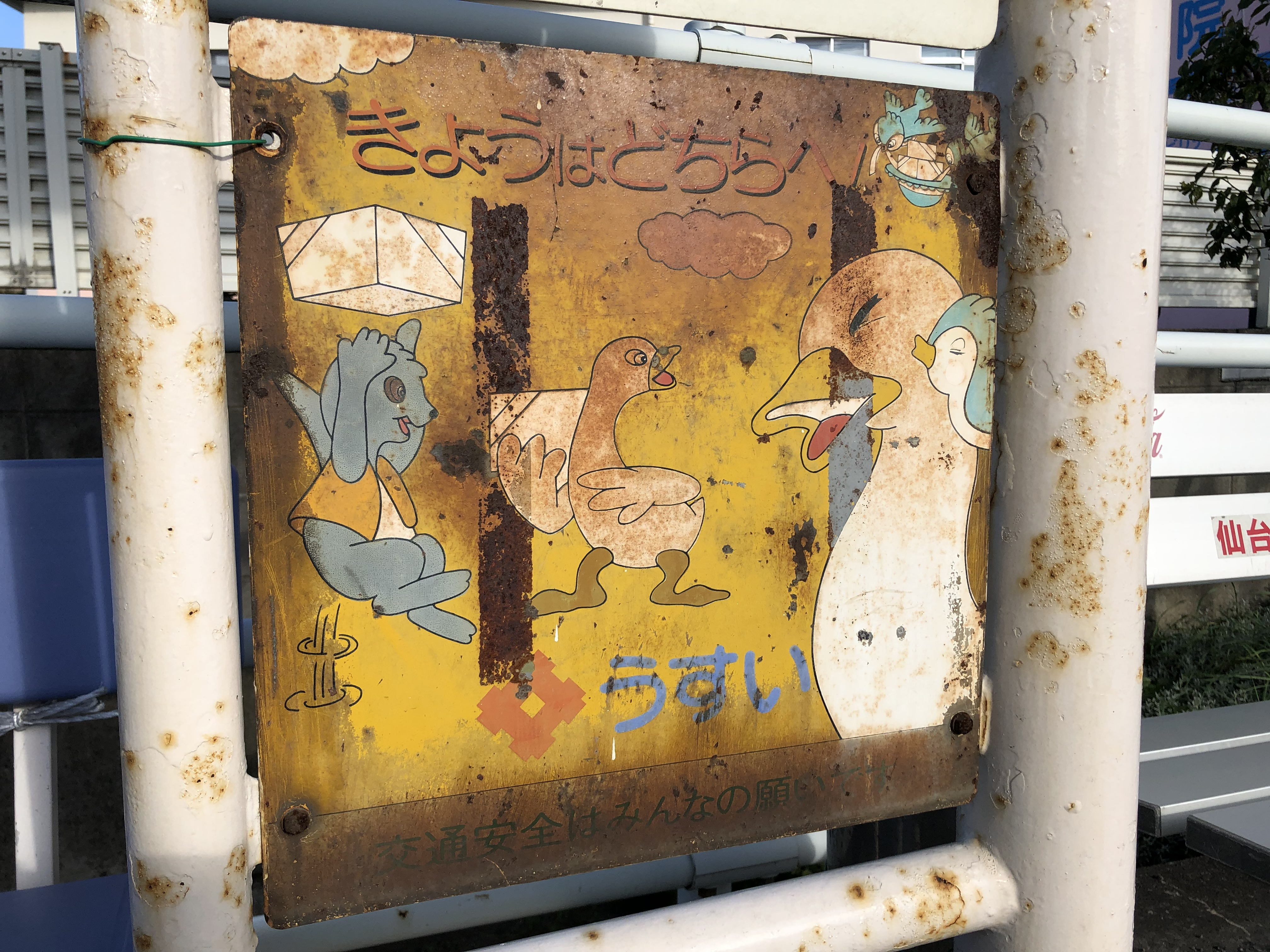
昔の広告が残るバス停の看板（現在は除去）

かつて福島県内の民放ラジオ局・テレビ局などで、「うすいの歌」によるCMやセールなど宣伝CM、扱い商品のイメージCMを放送し、各番組の一社提供スポンサー、福島交通の路線バスの社外広告、福島民報・福島民友のテレビ欄中段の広告にも出稿するなど、積極的に宣伝広告した。
現在、テレビCMや新聞広告などの出稿は催事時のみ散発的でスポンサー活動していない。

### うすいの歌
イメージソング『うすいの歌』（作詞：山上路夫、作曲：いずみたく）がある。1966年（昭和41年）の作品で、翌1967年（昭和42年）からテレビCMに使用された。
テレビCMは「うすいファミリー劇場」などで流れ、映像はアヒルやカンガルーの親子を中心に、パンダやウサギ・小鳥などが登場するアニメーションであった。一部のCMにはパンダ・ウサギは登場しない。CMアニメーションは「FTVニュース」のオープニングとしても使用されていた。
過去に、アヒルやカンガルーの親子のキャラクターは、福島交通の路線バスの社外広告や再開発前の郡山駅前のバスターミナルにも看板として使用された（上記画像参照）。
1999年11月の新店舗開業に伴い、1997年7月の「うすい仮店舗」開業から都市型百貨店へのイメージ転換のため使用を中止し、2009年から社長の意向で「うすいの歌」のイメージソングを用いたアニメーションのCMが復活した。かつてのCMと同様だが地上デジタルテレビ放送導入にあわせて16:9サイズかつデジタルアニメとしてリメイクされた。新CMにはパンダが登場しない。
歌詞の最後にある「デイトもうすい 夢のデパート」は、現在は広告などで「usui」のロゴと共にキャッチコピーとして挿入されている。
第1うすいと第2うすいが統合し、「うすい仮店舗」となった時期から新店舗オープンまでの間、「うすいの歌」とは異なるオリジナルのCMソングが使われ、郡山駅周辺の街頭放送のスピーカーからも流された。うすいの歌もその前後に流された。

### 過去のイメージキャラクター
- いしだあゆみ[38]（1966年）
- 朝加真由美[38]（1973年）
- 浅野ゆう子[38]（1974年 - 1986年）
- 菊池英博（1980年代） - 「うすいの歌」の歌唱を担当。
- 原みゆき[38]（1987年 - 1990年12月[40]）
- 向井田彩子[38]（1991年1月[40] - 1993年）
- 中村裕美[38]（1994年 - 1996年）
- 坂下千里子[38]（1997年 - 1998年）

### かつての提供番組
●は、うすい1社提供番組

#### 福島テレビ(FTV)
- FTVニュース（月曜日・水曜日・金曜日・日曜日の20時54分）●
- お天気レポート - 18時55分から放送されていた天気予報。
- あしたのあなた● - 18時55分から放送されていたミニ番組。
- 明日はどんな日● - 18時55分から放送されていたミニ番組。
- うすい土曜劇場● - 毎週土曜21時00分 - 21時54分に放送。1972年10月に『うすいゴールデン劇場』として開始。

この枠が設置された当時の福島テレビはTBS系列とフジテレビ系列のクロスネットで、同時ネットできない番組の一部をこの枠で放送したが、TBS系列局の第4波（後のテレビユー福島）の開局と福島テレビのフジテレビ系列局移行に伴い、1983年3月26日に終了。1983年4月2日から同枠は、『ゴールデン洋画劇場』（フジテレビ系列）に移行した。
終了当日、新聞テレビ欄中段のうすい百貨店出稿の広告には「長年にわたりご好評をいただきました『うすい土曜劇場』も、第4波開局編成にあたり、本日を以って終了せざるを得なくなりましたことをお知らせ申し上げます。」と説明する挨拶文が掲載された。

#### 福島中央テレビ(FCT)
- うすいテレビ音楽会●
- うすいファミリー劇場● - 平日の17時30分 - 18時00分に放送。アニメの再放送を中心に、『アーノルド坊やは人気者』などのドラマが放映されることもあった。金曜日は別番組を放映することがあり、『スーパーマリオクラブ』などバラエティ番組が編成された。
- うすいの天気予報● - 20時54分のFCTニュースの後に放送。

#### 福島放送(KFB)
- KFBニュース● - 20時54分のスポットニュース枠

## 補足
- 現在のマークは、ローマ字の「USUI」のロゴ（CI）である。かつては、住友グループの標章や福岡の地場デパート「井筒屋」と同じく、赤地に「井桁」のマークだった。「井桁」マーク時代には、ローマ字の「USUI」のロゴも併用されていた。
- かつて第1うすい1階の食品売り場では、レジ会計ではなく、天井から吊るされたざるの中に小銭と紙幣を用意しておき、会計をする「ざる会計」が行われていた。1989年（平成元年）の消費税導入を機に廃止したが、2009年（平成21年）に現店舗移転10周年の企画で一度復活した。
- 郡山駅にあるステンドグラス『歴程』（大山忠作作）はうすいが寄贈したもので、かつてはCMにも登場した事があった。ステンドグラスの下には寄贈社名として「井桁」マーク時代のロゴマークがあったが後に撤去されている。